# Club Deportivo Águila
Maillots
Le Club Deportivo Águila est un club de football salvadorien basé à San Miguel. Il est le deuxième club salvadorien le plus titré, après son grand rival, le C. D. FAS.

## Historique
- 15 février 1927 : fondation du club

## Palmarès
| Compétitions nationales | Compétitions internationales                                  |
| - Championnat du Salvador de football : (16) : - Champion : 1959, 1961, 1964, 1965, 1968, 1972, 1975, 1976, 1983, 1988, 1999 (A), 2000 (A), 2001 (C), 2006 (C), 2012 (C), 2019 (C) - Vice-champion : 1962, 1967, 1979, 1984, 1987, 1991, 2003 (A), 2009 (A), 2010 (C), 2014 (A), 2016 (C), 2023 (A) | - Coupe des champions de la CONCACAF : (1) - Vainqueur : 1976 |

## Anciens joueurs
- José Francisco Jovel